# Convenció Anglorussa
La Convenció Anglorussa de 1907 o Entente Anglorussa, fou un acord entre Rússia i Gran Bretanya referent a Pèrsia, Afganistan i Tibet signada el 31 d'agost de 1907 a Sant Petersburg.
Sobre Pèrsia s'establien dos zones d'influència separades per una zona neutral i es repartien els ingressos de les duanes, les pesqueries, i el control dels correus i telègrafs com a garantia del deute persa; sobre Tibet s'obligaven a no tractar amb els tibetans més que a través del govern imperial xinès; sobre Afganistan es conservava l'estatus (virtual protectorat britànic) però comprometent-se a no ajudar a cap moviment contra Rússia, estat que reconeixia el país com fora de la seva esfera d'influència.